# Радикальная полимеризация
Радикальная полимеризация — радикально-цепной процесс полимеризации, в котором активные центры роста макромолекул являются свободными радикалами.

## Мономеры для радикальной полимеризации
В качестве мономеров для радикальной полимеризации могут быть использованы замещённые алкены CH2=CH-X и CH2=CX2 (X = H, Hal, COOH, COOR, OCOR, CN, CONH2, C6H5, C6H4Y), CH2=CXY (X = Alk, Y = COOH, COOR, CN); CH2-CX=CH-CH2 и CH2-CH=CH-CHX (X = H, Alk, Hal, полярная группа).

## Кинетическая схема
Процесс радикальной полимеризации включает в себя 4 стадии:

### Инициирование
На данной стадии образуются первичные радикалы мономера. Для зарождения цепи используются физические (фотолиз, радиолиз, термолиз) или химические (разложение радикальных инициаторов — пероксидов, гидропероксидов, азосоединений) методы. На первой стадии генерируются радикалы инициатора, которые присоединяются к молекуле мономера, образуя первичный мономерный радикал:
{\displaystyle {\mathsf {I{\xrightarrow[{}]{k_{1}}}2R\cdot \ \ \ 1a}}}
{\displaystyle {\mathsf {M+R\cdot {\xrightarrow[{}]{k_{1}'}}RM\cdot \ \ \ 1b}}}
Скорость стадии инициирования определяется уравнением
{\displaystyle {\mathsf {v_{1}=2k_{1}\cdot f[I]}}}
где f — коэффициент эффективности инициирования, отношение числа радикалов, образовавшихся в реакции 1a, к числу радикалов, вступивших в реакцию 1b. f = 0,6-0,8.
[I] — молярная концентрация инициатора

#### Термическое инициирование
Применяется редко. Оно наблюдается при полимеризации бутадиена при повышенных температурах, а также стирола и метилметакрилата, образующих сравнительно стабилизированные радикалы.
Скорость термической полимеризации прямо пропорциональна квадрату концентрации мономера. Она также зависит от температуры. Образование радикалов происходит за счёт бимолекулярного инициирования:
{\displaystyle {\mathsf {C_{6}H_{5}{\text{-}}CH{\text{=}}CH_{2}+CH_{2}{\text{=}}CH{\text{-}}C_{6}H_{5}\rightarrow C_{6}H_{5}CH(CH_{3})\cdot +CH_{2}{\text{=}}C(C_{6}H_{5})\cdot }}}

#### Фотоинициирование
Сущность процесса фотоинициирования полимеризации без использования инициаторов или фотосенсибилизаторов заключается в облучении реакционной массы ультрафиолетовым излучением с определённой длиной волны, зависящей от того, разрыва какой двойной связи необходимо добиться. Так, при облучении аллилового эфира метакриловой кислоты можно добиться селективного разрыва метакрилатной двойной связи, не затрагивая аллильную двойную связь.
При этом возможны два процесса:
- Возбуждение молекулы мономера при поглощении кванта света, столкновение с другой молекулой мономера и с определённой вероятностью образование бирадикала с последующим диспропорционированием на радикалы:

{\displaystyle {\mathsf {CH_{2}{\text{=}}CH{\text{-}}R{\xrightarrow {h\nu }}CH_{2}{\text{=}}CH{\text{-}}R^{*}}}}
{\displaystyle {\mathsf {CH_{2}{\text{=}}CH{\text{-}}R^{*}+CH_{2}{\text{=}}CH{\text{-}}R^{*}\rightarrow \cdot CH(R)CH_{2}CH_{2}CH(R)\cdot }}}
{\displaystyle {\mathsf {\cdot CH(R)CH_{2}CH_{2}CH(R)\cdot \rightarrow CH_{3}CH(R)\cdot +R{\text{-}}CH{\text{=}}CH\cdot }}}
- Распад возбуждённой молекулы мономера на свободные радикалы:

{\displaystyle {\mathsf {M{\xrightarrow {h\nu }}M^{*}\rightarrow R\cdot +R'\cdot }}}
{\displaystyle {\mathsf {C_{6}H_{5}CH{\text{=}}CH_{2}\rightarrow C_{6}H_{5}\cdot +CH_{2}{\text{=}}CH\cdot }}}
{\displaystyle {\mathsf {C_{6}H_{5}CH{\text{=}}CH_{2}\rightarrow C_{6}H_{5}{\text{-}}CH{\text{=}}CH\cdot +H\cdot }}}
Фотоинициирование вызывают не все поглощённые кванты света. Степень инициирования определяется квантовым выходом фотоинициирования β, который выводится из соотношения
{\displaystyle {\mathsf {v_{i}=\beta I_{a}}}}
где vi — скорость инициирования, Ia — интенсивность поглощённого света. Выход фотоинициирования β зависит от длины волны излучения и от вида применяемого мономера.
Кроме прямого фотоинициирования используют фотосенсибилизаторы, молекулы которых поглощают излучение, переходят в возбуждённое состояние и передают возбуждение молекуле фотоинициатора или мономера:
{\displaystyle {\mathsf {\Phi +h\nu \rightarrow \Phi ^{*}}}}
{\displaystyle {\mathsf {\Phi ^{*}+C\rightarrow \Phi +C^{*}}}}
{\displaystyle {\mathsf {C^{*}\rightarrow R\cdot +R'\cdot }}}

#### Радиационное инициирование
Инициирование полимеризации проводится облучением ионизирующим излучением (α-, β-, γ-лучи, ускоренные электроны, протоны и др.)

### Рост цепи
Стадия роста цепи заключается в последовательном присоединении молекул мономера к растущему макрорадикалу:
{\displaystyle {\mathsf {RM\cdot +M{\xrightarrow[{}]{}}RM_{2}\cdot }}}
…
{\displaystyle {\mathsf {RM_{n}\cdot +M{\xrightarrow[{}]{k_{2}}}RM_{n+1}}}}
Скорость реакции роста цепи выражается формулой
{\displaystyle {\mathsf {v_{2}=k_{2}[M][M_{n}\cdot ]}}}
При этом принимается, что константа k2 не зависит от длины макрорадикала (это справедливо при n>3-5). Величина k2 зависит реакционноспособности мономера и макрорадикала.

### Обрыв цепи
Обрыв цепи в радикальной полимеризации заключается в бимолекулярном взаимодействии двух макрорадикалов. При этом могут протекать две реакции — диспропорционирования или рекомбинации. В первом случае один макрорадикал отщепляет от другого атом водорода, во втором оба радикала образуют одну молекулу:
{\displaystyle {\mathsf {2M_{n}CH_{2}{\text{-}}CH(X)\cdot {\xrightarrow[{}]{k_{3}'}}M_{n}CH_{2}{\text{-}}CH_{2}X+M_{n}CH{\text{=}}CHX}}}
{\displaystyle {\mathsf {2M_{n}CH_{2}{\text{-}}CH(X)\cdot {\xrightarrow[{}]{k_{3}''}}M_{n}CH_{2}{\text{-}}CH(X){\text{-}}CH(X)CH_{2}M_{n}}}}
Скорость реакции обрыва цепи определяется уравнением
{\displaystyle {\mathsf {v_{3}=k_{3}[M\cdot ]^{2}}}}
{\displaystyle {\mathsf {k_{3}=k_{3}'+k_{3}''}}}
Ввиду квазистационарности процесса полимеризации реакция протекает на глубину 10 % и более с практически постоянной скоростью {\displaystyle {\mathsf {v_{1}=v_{3}}}}, при этом концентрация макрорадикалов определяется формулой
{\displaystyle {\mathsf {[M\cdot ]={\sqrt {\frac {2k_{1}f[I]}{k_{3}}}}}}}

### Передача цепи
Стадия передачи цепи заключается в переносе активного центра макрорадикала на другую молекулу, присутствующую в растворе (мономер, полимер, инициатор, растворитель). При этом макромолекула теряет возможность дальнейшего роста:
{\displaystyle {\mathsf {M_{n}\cdot +B{\xrightarrow {k_{4}}}M_{n}+B\cdot }}}
Если образовавшийся новый радикал способен продолжать кинетическую цепь, то реакция полимеризации продолжается дальше с прежней скоростью. Если же новый радикал малоактивен, то либо скорость полимеризации замедляется, либо процесс останавливается. Это используется для ингибирования радикальной полимеризации.
В целом реакция передачи цепи приводит к образованию полимера с низкой степенью полимеризации. Передача цепи на макромолекулы приводит к образованию разветвлённых, сшитых и привитых полимеров.
Реакции роста цепи и передачи цепи конкурируют друг с другом. Количественная характеристика их соотношения определяется уравнением
{\displaystyle {\mathsf {C={\frac {k_{4}}{k_{2}}}}}}

## Инициаторы
Наиболее распространены следующие инициаторы радикальной полимеризации:
- Азобисизобутиронитрил
- Бензоилпероксид
- Дициклогексилпероксидикарбонат
- Ди-трет-бутилпероксид
- Персульфат калия
- Кумилгидропероксид

## Ингибиторы
- Гидрохинон